# Mewa blada
Mewa blada (Larus hyperboreus) – gatunek dużego ptaka wodnego z rodziny mewowatych (Laridae).

## Występowanie
W sezonie lęgowym zamieszkuje arktyczne wybrzeża Eurazji i Ameryki Północnej oraz tamtejsze wyspy, w zależności od podgatunku:
- Larus hyperboreus hyperboreus – od wyspy Jan Mayen poprzez Svalbard po półwysep Tajmyr. Spotyka się ją na Islandii, Półwyspie Kola, Ziemi Franciszka Józefa, Wyspie Niedźwiedziej, Kołgujewa, Wajgacz i Nowej Ziemi. Zimują w większości na pełnym morzu za kołem podbiegunowym na niezamarzniętych wodach, część przelatuje na południe od Irlandii, Wielkiej Brytanii i południowej Norwegii, lecąc na Morze Północne i Bałtyckie, na zachodnie wybrzeża zachodnioeuropejskie (Danii i północnej Francji) po Morze Śródziemne. Nieregularnie pojawia się na polskim wybrzeżu Bałtyku w okresie od sierpnia do lutego (w okresie jej przelotów i koczowania), jeszcze rzadziej w głębi kraju.
- Larus hyperboreus pallidissimus – od półwyspu Tajmyr po Morze Beringa.
- Larus hyperboreus barrovianus – od Alaski po zachodnią Kanadę.
- Larus hyperboreus leuceretes – od dorzecza Mackenzie przez Archipelag Arktyczny po Grenlandię i Islandię.

## Charakterystyka

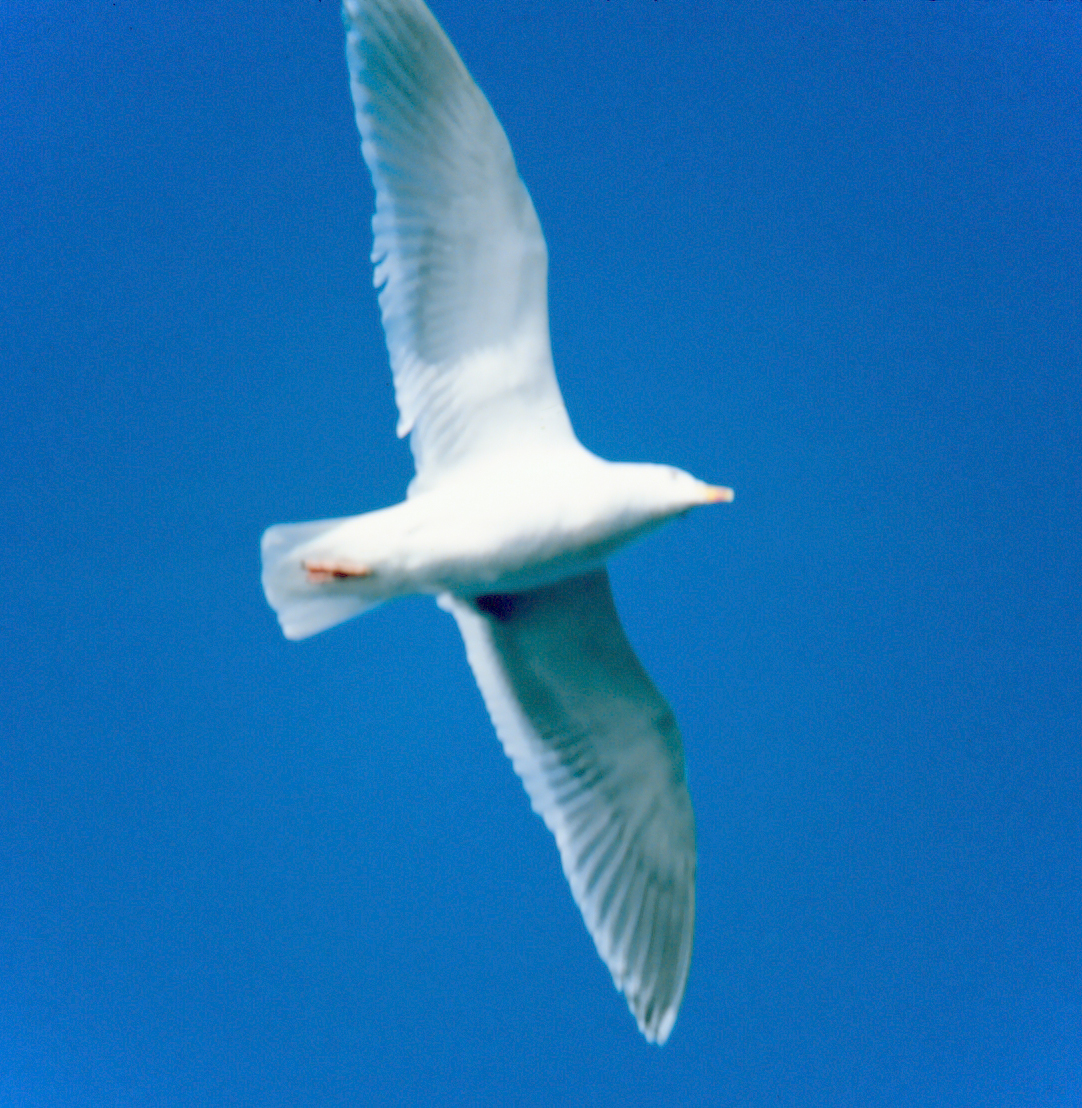
Mewa blada w locie

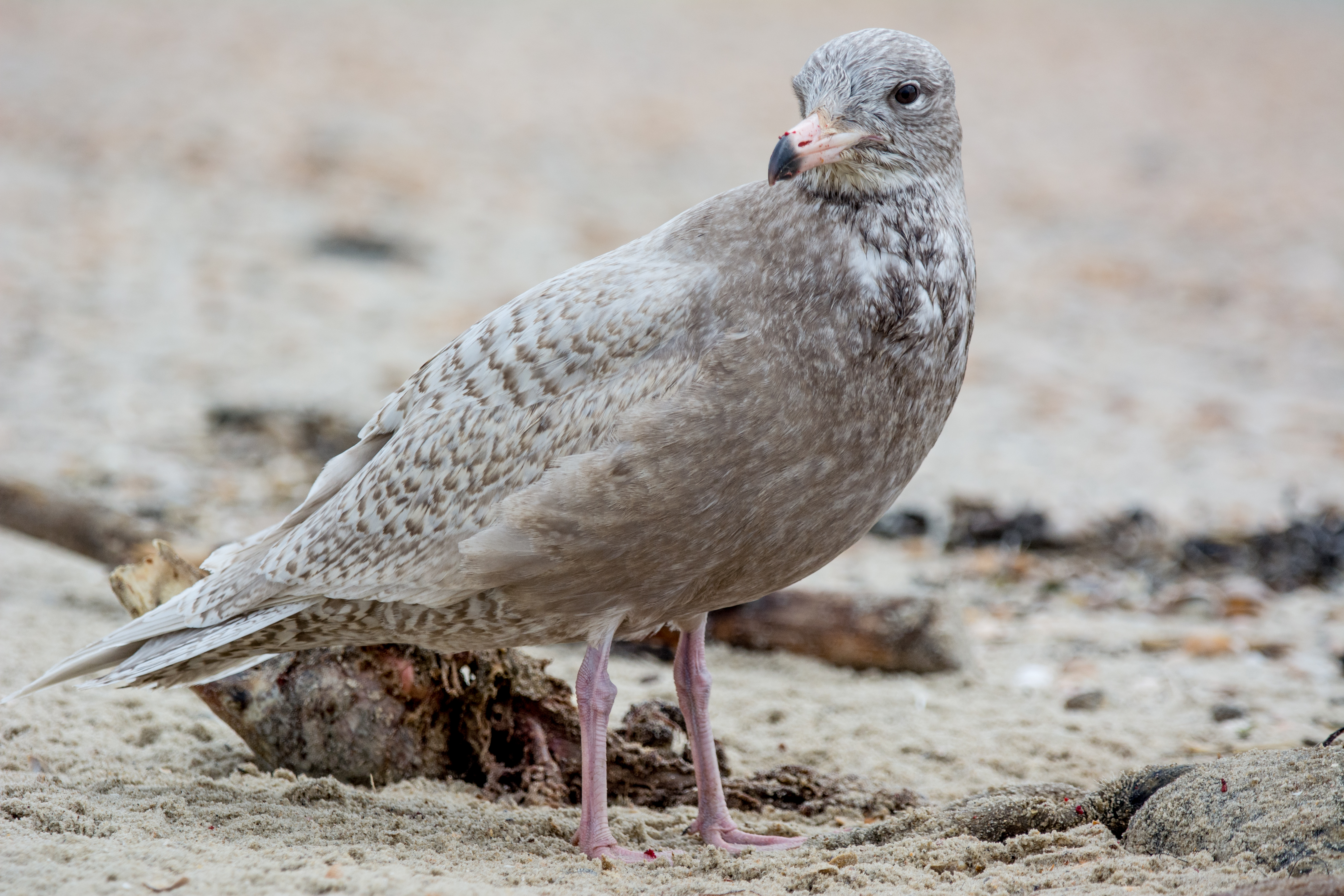
Osobnik młodociany

Cechy gatunkuWyraźny jedynie dymorfizm wiekowy. Dorosłe ptaki białe, od września do marca o bladoszarym grzbiecie i skrzydłach, których końce są białe. Nie ma żadnych czarnych piór na skrzydłach. Dziób mocny, żółty z czerwoną plamką na żuchwie, nogi bladoróżowe. Jej głowa z profilu wydaje się kanciasta. W szacie godowej głowa i szyja pokryte są jasnoszarymi plamami. Żółta obrączka wokół oka odróżnia ją od bardzo podobnej mewy polarnej (Larus glaucoides), u niej jest czerwona. Osobniki młodociane białe z gęstym brązowawym deseniem, z ciemnym grzbietem na którym widnieją kremowe plamy, o nasadzie dzioba i nogach bladoróżowych oraz ciemnym końcu dzioba. Brzuch mają jaśniejszy, a lotki i sterówki ciemne, szarobrązowe. Posiadają jaśniejszą (piaskową) barwę w stosunku do młodych innych gatunków. Szatę ostateczną osiągają w 4. roku życia. W stadium przejściowym mogą być czysto białe o cielistej nasadzie dzioba i nogach oraz ciemnej końcówce dzioba. Jej skrzydła są zaokrąglone, a u siedzącego ptaka wystają one poza ogon tylko nieznacznie, najwyżej o długość dzioba.
Jej wielkość jest pośrednia między mewą srebrzystą a siodłatą. Podobna mewa polarna jest od bladej mniejsza. Mewa blada jest za to bardziej krępa, ma dłuższe nogi, mocniejszy dziób i bardziej płaskie czoło. Na Islandii mewa blada krzyżuje się z mewą srebrzystą, tam jej liczebność stale rośnie.
Wymiary średniedługość ciała ok. 55–80 cm
rozpiętość skrzydeł ok. 130–160 cm
masa ciała ok. 1,0–2,7 kg
GłosWydaje charakterystyczny dźwięk „kjau” lub „ga ga ga”.

## Biotop

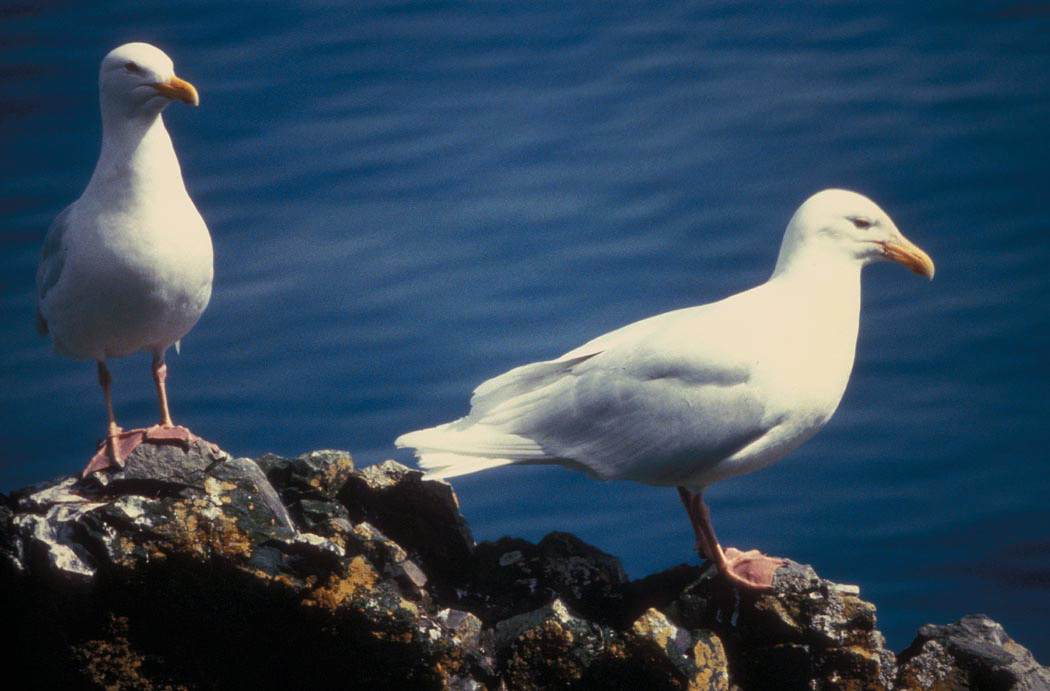
Mewy blade w szacie letniej

Gniazduje na skalistych brzegach mórz, klifach, na piaszczystych i kamienistych wysepkach, płaskich wybrzeżach, rzadziej w nadmorskiej tundrze. Często pojawia się w pobliżu ludzkich osiedli. Rzadko spotyka się ją w głębi lądu, głównie zagnane są tam przez burze.

## Okres lęgowy

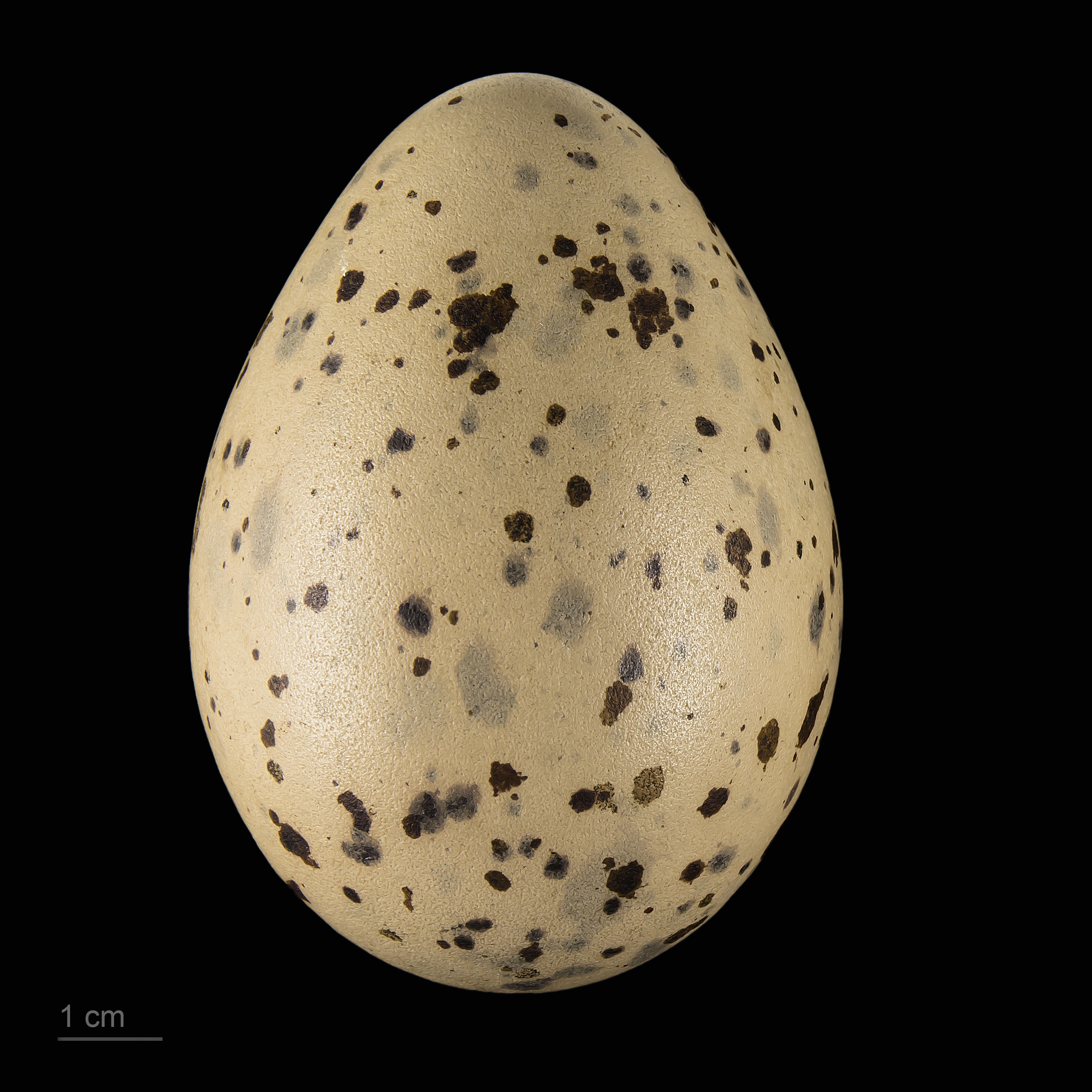
Jajo z kolekcji muzealnej

GniazdoZe względu na gniazdowanie na Dalekiej Północy lęgi wyprowadza dopiero pod koniec maja i w czerwcu. Gniazdo na półce skalnej, rzadziej na płaskim wybrzeżu. Gnieździ się pojedynczo lub w małych koloniach. Lęg stanowi sterta mchów, glonów i porostów oraz innego roślinnego budulca.
JajaW ciągu roku wyprowadza jeden lęg, składając 2–3 zielonkawe lub brunatnawe jaja usiane ciemnymi plamkami.
Wysiadywanie i dorastanieJaja wysiadywane są przez okres 26–30 dni przez obydwoje rodziców. Oba dorosłe ptaki wychowują młode. Pisklęta nabywają umiejętności latania w 40–50. dniu życia. Młode ptaki powoli dojrzewają, tak że własne rodziny zakładają po 4–5 latach. Podobnie jak inne mewy, ona również żyje bardzo długo.

## Pożywienie
Wszystkożerna, zjada głównie pokarm zwierzęcy jak ryby, mięczaki i szkarłupnie, ale również odpady i jagody. Zdarza się też, że kradnie jaja i pisklęta, nie gardząc padliną.

## Status i ochrona
Międzynarodowa Unia Ochrony Przyrody (IUCN) uznaje mewę bladą za gatunek najmniejszej troski (LC – Least Concern) nieprzerwanie od 1988 roku. Liczebność światowej populacji, według szacunków organizacji Wetlands International z 2015 roku, mieści się w przedziale 400 000 – 1 500 000 osobników. Globalny trend liczebności populacji uznawany jest za stabilny.
W Polsce jest objęta ścisłą ochroną gatunkową.